# Trisopodoniscus abyssorum
Trisopodoniscus abyssorum is een pissebed uit de familie Cryptoniscoidea incertae sedis. De wetenschappelijke naam van de soort is voor het eerst geldig gepubliceerd in 1981 door Bourdon.